# Plebeia remota
Plebeia remota är en biart som först beskrevs av Holmberg 1903.  Plebeia remota ingår i släktet Plebeia och familjen långtungebin. Inga underarter finns listade i Catalogue of Life.